# Lilliard

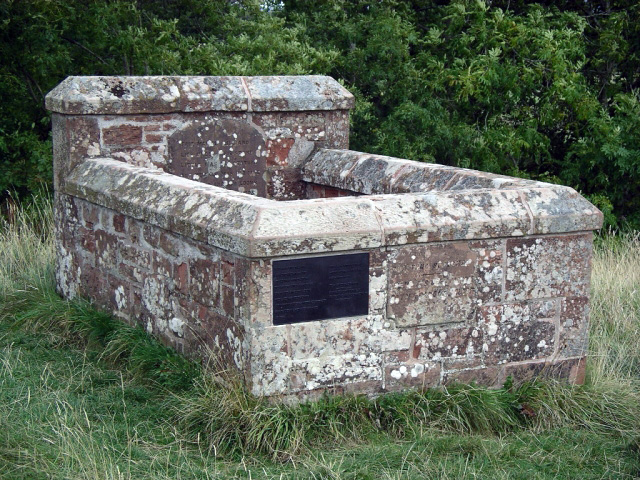
Llosa que recorda la llegenda de Lilliard, a l'indret conegut com Lilliard's Edge

Lilliard (morta el 1545) segons el folklore escocès va ser una donzella que va lluitar en la Batalla d'Ancrum Moor, que va tenir lloc el 1545 entre escocesos i anglesos, tot i que probablement és un personatge fictici.
La història, que és absolutament apòcrifa, diu que probablement era de la vila de Maxton i que, en veure com els anglesos assassinaven cruelment el seu enamorat i la seva família, plena de ràbia va lluitar feroçment contra ells, i n'arribà a matar el seu comandant.
A un dels costats on va tenir lloc la batalla, conegut com a Lilliard's edge, hi ha una llosa que recorda la llegenda de Lilliard. Tot i que la llosa és de construcció recent, hi ha registre que és la reconstrucció d'una d'anterior que estava trencada a trossos el 1743. En aquesta llosa hi ha uns versos dedicats a Lilliard que diuen:
Fair Maid Lilliard lies under this stane
little was her stature but muckle was her fame
upon the English loons she laid monie thumps
and when her legs were cuttit off she fought upon her stumps.
AD 1544
Hi ha moltes evidències que diuen que el lloc ja es deia així o amb noms derivats, abans de la batalla, fent pensar que Lilliard estava defensant les seves terres de l'atac dels anglesos. De fet, al segle dotze és coneixia com Lillesietburn i al 1378 es parla de Lillyat Cros.
Hi ha altres llegendes germàniques similars en què apareixen dones guerreres sense cames.